# Harvey Carignan
Pour les articles homonymes, voir Carignan.
Harvey Louis Carignan, né 18 mai 1927 à Fargo et mort le 6 mars 2023  à la Prison d'Oak Park Heights, est un tueur en série américain,.
Condamné à 15 ans de prison pour un premier meurtre, en 1949, il a écopé de la prison à perpétuité pour les meurtres de deux femmes, au milieu des années 1970. Après sa seconde arrestation pour meurtre[s], il a été incarcéré à la Minnesota Correctional Facility – Faribault jusqu'à sa mort, en 2023, à presque 96 ans, faisant de lui l'un des plus vieux détenus de tous les temps,.

## Biographie

### Jeunesse
Harvey Louis Carignan naît le 18 mai 1927, à Fargo (Dakota du Nord), d'une mère célibataire de 20 ans. Il est brièvement élevé par son oncle et sa tante dans le Dakota du Nord et le Minnesota.
En 1937, à l'âge de 10 ans, Carignan retourne vivre avec sa mère. Durant son enfance, il fait pipi au lit et est diagnostiqué comme souffrant de chorée infantile et d'énurésie nocturne dans une école de réforme de Mandan (Dakota du Nord). Ces problème lui occasionnent de graves difficultés scolaires et d'intégrations.
En 1945, à l'âge de 18 ans, il obtient son diplôme de l'école de réforme et s'enrôle dans les Forces armées des États-Unis.

### Premier meurtre et détention
Le 31 juillet 1949, Carignan, 22 ans, tue Laura Showalter, 58 ans, et tente de la violer, dans le territoire de l'Alaska. Le corps est découvert le jour même, mais aucun indice ne permet de remonter jusqu'à l'assassin. Le 16 septembre 1949, Carignan tente de violer une autre femme, Christine Norton. Après que la victime ait fourni une description de son agresseur, Carignan est arrêté le lendemain et avoue les faits, sous la pression d'un agent, en échange d'échapper à la peine de mort. Il est placé en détention provisoire, en l'attente de son jugement,.
Le 15 décembre 1949, Carignan est reconnu coupable de meurtre au premier degré et avec intention de commettre un viol. Le jury ne lui accorde pas de circonstance atténuante et le condamne à la peine de mort pour le meurtre de Showalter et à 15 ans d'emprisonnement pour le viol de Norton. Carignan fait appel de la décision et parvient à faire annuler sa condamnation, sous le motif que ses aveux avaient été obtenus de manière irrégulière : un officier interrogeant Carignan lui avait dit qu'il ne serait pas exécuté s'il avouait le meurtre,.
Carignan est rejugé, en novembre 1951, et obtient que ses aveux concernant le meurtre de Showalter soient supprimés. Il est donc acquitté du meurtre, mais reste condamné à 15 ans de prison pour la tentative de viol,,.
En 1952, il est transféré au Pénitencier fédéral d'Alcatraz pour purger sa peine.

### Libération et autres incarcérations
Carignan est libéré en 1960, après 11 ans de détention.
Quelques mois après sa libération, Harvey et son frère Clinton, également libéré sur parole d'Alcatraz, sont arrêtés pour cambriolage, dans le Minnesota. Ils sont reconnus coupables de tentative de cambriolage au troisième degré et Harvey est renvoyé en prison pour quatre ans, à l'USP Leavenworth. Il est libéré sur parole, le 2 mars 1964,,,,.
En novembre 1964, Carignan est arrêté pour cambriolage au deuxième degré, dans l'État de Washington. Il est placé en détention provisoire puis condamné, le 24 mars 1965, à une peine de 15 ans d'emprisonnement. Il bénéficie d'une nouvelle libération conditionnelle, en 1968, après quatre années de détention. Il est ensuite incarcéré de 1969 à 1970, pour avoir enfreint les conditions de sa libération,.

### Meurtres en série
Le 15 octobre 1972, Leslie Laura Brock, 19 ans, est retrouvée morte à Washington. Elle a été tuée de plusieurs coups à la tête. Au moins une personne affirme avoir vu Brock monter dans le camion de Carignan. Le 1er mai 1973, Kathy Sue Miller, 15 ans, voit une annonce de Carignan pour sa station-service. Lorsqu'elle s'y présente, Carignan la viole puis la bat à mort à l'aide d'un marteau. Le corps de Kathy Sue Miller est retrouvé quelques mois plus tard par deux garçons faisant une randonnée dans la réserve indienne située au nord d'Everett, dans l'État de Washington. Le 9 septembre 1973, Carignan prend en auto-stop Jerri Billings, une jeune auto-stoppeuse de 13 ans, dans le Minnesota. Il l'agresse sexuellement et la frappe avec un marteau avant de la relâcher, en la prévenant de ne rien dire sous menace de la tuer,.
En mai 1974, Carignan entame une relation avec une femme de 29 ans, Eileen Hunley. Ils s'installent au Minnesota. La relation s'achève lorsque, le 9 août 1974, Eileen Hunley décide de quitter Carignan. Elle disparaît le lendemain. Son corps est retrouvé environ cinq semaines plus tard, fracassé par des coups à la tête et victime de viol perpétré par une branche d'arbre,.
Le 14 septembre 1974, Carignan prend en auto-stop Gwen Burton, dans un stationnement de Sears. Il lui arrache ses vêtements, l'étrangle jusqu'à ce qu'elle demeure presque inconsciente et l'agresse sexuellement avec un marteau. Croyant sa victime décédée, Carignan jette ensuite Burton dans un champ. L'auto-stoppeuse parvient à se relever et signale son agressions à la police. Le 18 septembre 1974, Carignan embarque les adolescentes Sally Versoi et Diane Flynn. Il les force à lui pratiquer des fellations et les bat en cas de contestations à ses ordres. Versoi et Flynn s'échappent lorsque Carignan s'arrête pour faire le plein. Le 20 septembre 1974, Katherine Schultz, 18 ans, disparaît. Elle est retrouvée morte le lendemain, dans un champ de maïs, battue à mort avec un marteau et la crâne fracassé,,.

### Arrestation, condamnation et détention
Carignan est arrêté le 24 septembre 1974, après avoir été identifié par ses victimes rescapées. Il est accusé de tentative de meurtre et de viol aggravé et placé en détention provisoire. Carignan plaide la démence, en affirmant que Dieu lui a ordonné de « tuer des prostituées ». Sa défense finit cependant par échouer.
En mars 1975, Carignan est reconnu coupable des deux chefs d'accusation. Après sa condamnation, Carignan fait l'objet d'une évaluation mentale et est diagnostiqué comme atteint d'un trouble de la personnalité antisociale. Le 9 février 1976, il est reconnu coupable de libertés indécentes, de viol sur mineure et de deux autres chefs d'accusation de viol aggravé et est condamné à un total de 60 ans de prison. Par la suite, il est inculpé de meurtres à l'encontre de Schultz et Hunley,,. 
En juin 1976, Carignan plaide coupable de meurtre au second degré pour le meurtre de Schultz et est condamné à 40 ans de prison. Il est reconnu coupable de meurtre au premier degré pour avoir tué Hunley et est condamné à la prison à vie. Il fait appel de sa condamnation, mais le recours est rejeté, en décembre 1978,.
Bien que considéré comme le principal suspect, Carignan n'a jamais été inculpé pour les meurtres de Brock et de Miller, à défaut de preuves suffisantes pour organiser un procès.

### Mort
Carignan meurt le 6 mars 2023, à Prison d'Oak Park Heights, à presque 96 ans.